# Hestur (Island)
Hestur är ett berg i republiken Island. Det ligger i regionen Västfjordarna, 210 km norr om huvudstaden Reykjavík. Toppen på Hestur är 536 meter över havet.
Trakten runt Hestur är nära nog obefolkad, med mindre än två invånare per kvadratkilometer. Närmaste större samhälle är Ísafjörður, 14,4 km nordväst om Hestur. I omgivningarna runt Hestur växer i huvudsak barrskog.